# Jaume Quintana
Jaume Quintana (segle xvi) fou un religiós que va arribar a ser abat de Sant Pere de Besalú. D'ell se sap que el 1530 va ordenar al prior del monestir, ja que es tracta d'un abat comendatari i que no residia al cenobi, que fes un seguit de reconeixements, concretament al Santuari del Collell, i a les parròquies d'Olot, Batet, Cot, Porretes i el Torn.